# Дим, Кристоф
Кристоф Дим (нем. Christoph Diehm; 1 марта 1892, Роттенакер, Германская империя — 21 февраля 1960, Роттенакер, ФРГ) — немецкий политический деятель, бригадефюрер СС, генерал-майор войск СС и полиции.

## Биография
Кристоф Дим родился 1 марта 1892 года в крестьянской семье. Семь лет посещал народную  школу, с 1906 по 1909 — школу профессионального обучения. С 1911 года поступил на службу в 120-й пехотный полк, дислоцированный в Ульме.
С августа 1914 года участвовал в Первой мировой войне. Дим был неоднократно ранен и получил железный крест 1-го и 2-го класса. С января 1919 года состоял во Фрайкоре, затем служил в Рейхсвере в пулеметной роте 13-го пехотного полка. С 1922 по 1925 год обучался в военном училище и, получив звание лейтенанта, покинул армию. Впоследствии Дим до 1929 года занимался сельским хозяйством. С октября 1926 по январь 1928 года состоял в военизированной организации «Стальной шлем». С марта 1928 был членом Штурмовых отрядов (СА). С 1921 по 1923 год был членом 
нацистской партии. 1 марта 1930 года вновь вступил в НСДАП (билет № 212531). 22 марта 1932 гола перешёл из СА в ряды СС (№ 28461).
В своём родном селе Роттенакере Дим основал местную организацию нацистской партии. С 1929 года служил адъютантом в унтергруппе СА в Вюртемберге, а с 1931 года начальником группы СА «Юго-Восток». С 24 апреля 1932 по 20 ноября 1933 года был членом Вюртемберского ландтага. С 1933 года был членом рейхстага нацистской партии от 32-го избирательного округа Баден. С марта 1932 по июль 1933 года был начальником 10-го абшнита СС, с середины июля 1933 и до середины марта 1936 года — 19-го абшнита СС. С середины марта 1936 года был начальником 1-го абшнита СС. С 1 сентября 1939 года был командиром оберабшнита СС «Запад».
С конца сентября 1939 и до начала января 1942 года был руководителем полиции в Готтенхафене, затем — в Саарбрюккене. 8 сентября 1943 года был переведён  в ведомство Высшего руководителя СС и полиции на Украине Ганса Адольфа Прютцмана. С 9 октября 1943 и до конца февраля 1944 года был руководителем СС и полиции в Житомире. Впоследствии до 16 сентября 1944 года был руководителем СС и полиции во Львове. На этой должности участвовал в преследовании оставшихся в Галиции евреев. С 16 августа 1944 служил при высшем руководителе СС и полиции «Юго-Восток» в Верхней Силезии в качестве представителя имперского комиссара обороны в штабе строительства крепости в Катовице. С конца августа и до сентября 1944 года недолго командовал 29-й гренадерской дивизией СС «РОНА». С 19 сентября и до октября 1944 года был заместителем высшего руководителя СС и полиции в Бельгии и Северной Франции Фридриха Еккельна. В ноябре 1944 года получил ранение и был доставлен в лазарет в Берлине. С января 1945 года действовал в качестве инспектора фольксштурма, а также состоял в штабе этой полувоенный организации. В апреле и мае 1945 года был руководителем СС и полиции в Зальцбурге и после венской наступательной операции в качестве командира 6-й армии 8 мая 1945 был взят в плен советскими войсками.

### После войны
После войны находился в советском плену, из которого был освобождён в середине января 1954 года. Проживал в Цуффенхаузене, затем вместе с семьёй в Роттенакере. К судебной ответственности не привлекался. Умер в 1960 году.